# (679) Пакс
(679) Пакс (лат. Pax) — небольшой астероид главного пояса, который был открыт 28 января 1909 года германским астрономом Августом Копффом в обсерватории Хайдельберг и назван в честь Пакс, древнеримской богини мира.

Орбита астероида Пакс и его положение в Солнечной системе
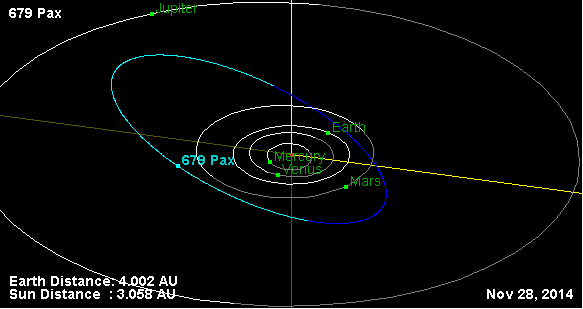
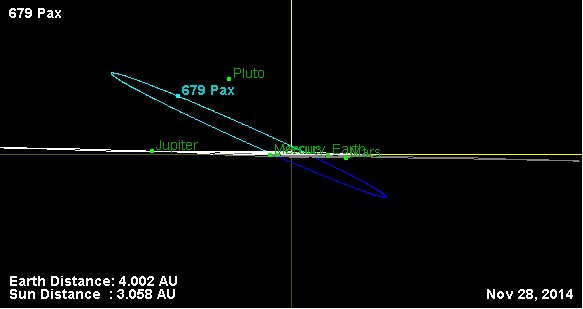

По разным оценкам размеры астероида несколько отличаются. Так, в обсерватории Кека, средний диаметр астероида был определён в 62 км, в то время как по данным инфракрасного космического телескопа IRAS, он составляет на 16 % меньше — около 51,47 км. Определённо ясно лишь, что (679) Пакс имеет вытянутую форму, с соотношение большой и малой полуосей примерно 1,66 ± 0,23.
Поляриметрические исследования, раскрывают необычные отражательные свойства его поверхности, которые, возможно, объясняются тем, что он покрыт слоем реголита, из смеси пород с различным альбедо. Это может быть связано с наличием на поверхности астероида углеродных хондритов.
Изучение, полученных в 1982 году, кривых блеска позволило определить период вращения астероида, равный 8,452 часа. (англ.).